# Lojze Krakar
Lojze Krakar (ur. 21 lutego 1926 w Semiču, zm. 24 grudnia 1995 w Lublanie) – słoweński pisarz, slawista i tłumacz.

## Życiorys
Podczas II wojny światowej znajdował się w niemieckiej i włoskiej niewoli. 
W 1954 roku ukończył slawistykę na Wydziale Filozoficznym Uniwersytetu Lublańskiego. W 1970 roku uzyskał stopień naukowy doktora na Uniwersytecie Johanna Wolfganga Goethego we Frankfurcie nad Menem. Od 1977 roku wykładał język i literaturę słoweńską na Wydziale Filozoficznym Uniwersytetu w Zadarze. Pisał zbiory poezji, rozprawy filozoficzne i eseje. Był tłumaczem m.in. polskojęzycznej literatury.

## Wybrane publikacje
(opracowano na podstawie materiału źródłowego)
- V vzponu mladosti (1949)
- Cvet pelina (1962)
- Od tod so bežale se ptice (1962)
- Med iskalci biserov (1964)
- Noč, daljša od upanja (1966)
- Nekje tam čisto na robu (1975)
- Prepletanja (1978)
- Sporočilo (1978)
- Romanje v Kelmorajn (1986)
- Klinopisi (1988)